# Dolichopus subspina
Dolichopus subspina är en tvåvingeart som beskrevs av Van Duzee 1928. Dolichopus subspina ingår i släktet Dolichopus och familjen styltflugor.
Artens utbredningsområde är Saskatchewan. Inga underarter finns listade i Catalogue of Life.